# Urinoma
O urinoma, também conhecido como pseudocisto pararrenal, consiste em uma coleção encapsulada de urina extravasada e tipicamente encontrada na área adjacente aos rins ou no retroperitônio. É resultado da quebra da integridade da pelve renal, do calice renal ou do ureter.